# 1592 na literatura

## Nascimentos
| Data        | Nome     | Profissão                       | Nacionalidade          | Observações | Ref |
| ----------- | -------- | ------------------------------- | ---------------------- | ----------- | --- |
| 28 de Março | Comenius | professor, cientista e escritor | Império Austro-Húngaro | m. 1670     |     |

## Mortes
| Data           | Nome                            | Profissão                    | Nacionalidade | Observações | Ref |
| -------------- | ------------------------------- | ---------------------------- | ------------- | ----------- | --- |
| 3 de Setembro  | Robert Greene (escritor inglês) | dramaturgo, poeta e ensaísta | Inglaterra    | n. 1558     |     |
| 13 de Setembro | Michel de Montaigne             | escritor e ensaísta          | França        | n. 1533     |     |